# 吉村崇
吉村 崇（よしむら たかし、1980年〈昭和55年〉7月9日 - ）は、日本のお笑いタレント、司会者。お笑いコンビ・平成ノブシコブシのボケ、ネタ作り担当。相方は徳井健太。吉本興業東京本社（東京吉本）所属。北海道札幌市西区八軒出身。身長176 cm。

## 略歴
北海道札幌市西区八軒出身。6歳の時に両親が離婚し、父（耕治）と祖父母と暮らしていた。中学、高校時代はバスケットボール部に所属。北海道札幌手稲高等学校を卒業。
高校時代にお笑い番組を見た影響で芸人を志す。初めは軽い気持ちだったが、上京する時に育ての親である祖母に「俺はばあちゃんが嫌いだから東京に行くんだ」と告げ、その1ヶ月後に祖母が急死したことから、芸人を辞めることができなくなったと語っている。
上京してからは整骨院、立ち食いそば、キャバクラのボーイ、深夜のコンビニなどでのアルバイト経験がある。
東京NSC5期出身。2000年に同期生の徳井健太とともに平成ノブシコブシを結成。徳井とコンビを結成するまで7回解散している（「キャンディキャンディ」「チャームポイント」など）。また、同郷の遠山大輔（グランジ）を誘うが断られたというエピソードもある。若手時代には5GAP久保田賢治、元フクロトジてつみち（川口徹道）の3人で7年間共同生活をしていた。
2005年に「第二回世界キワモノ演芸」において、炊飯器で腹話術をするというネタで優勝。
2013年に「よしもと男前ランキング」で4位。2015年7月14日放送の『ライオンのごきげんよう』では「自慢したい話」として、芸人の中ではイケメンである方なので、芸人があまり呼ばれない雑誌の撮影、取材に呼ばれると話している。
2013年にロビン・シックと「ブラード・ラインズ〜今夜はヘイ・ヘイ・ヘイ♪〜“俺たちツイてるぜ”ヴァ―ション」のミュージックビデオでコラボレーションをした。脇を鳴らす芸と小林旭のモノマネが取り入れられている。
2015年に「日本ベスト・カー・フレンド賞」を受賞。
2016年に『劇場版 動物戦隊ジュウオウジャー ドキドキサーカスパニック!』にゲスト出演。監督の柴﨑貴行は「顔出ししているシーンは少ないんですけども、アフレコが上手で驚いたし、助かりました」と感謝を述べた。
2017年にニホンモニターの調査による「2017上半期テレビ番組出演本数ランキング」において、出演番組数が206番組で20位となった。
2017年、後輩芸人を集め、自ら「T.YOSHIMURA」としてプロデュース、出演、座長を務めるボーイレスク集団「Butterfly Tokyo」を発足。月1回の定期公演や地方営業など、精力的に活動。
2018年9月29日（現地時間28日）、アメリカ・ニューヨークで行われた世界3大バーレスクイベントの『NewYork BurlesqueFestival』に出演。吉村が中心となり、イシバシハザマ・ハザマ陽平、てのりタイガー・村潤之介の3人によるユニットボーイレスクショー「SAMURAI BOYLESQUE」の演目で招待出演した。アメリカやカナダのパフォーマーが中心の全22組中、アジア勢で唯一の参加となった 。ふんどし姿で踊ったことから、翌年には日本ふんどし協会より「ベストフンドシストアワード2018」の大賞が贈られた。
2019年11月1日に「Butterfly Tokyo」のYouTubeチャンネルを開設。
2020年4月、新型コロナウイルス感染拡大の影響を受け、吉本興業は全ての劇場を閉鎖したため、自身がリーダーとなり、クラウドファンディングサービス「SILKHAT」にて様々な芸人がオンラインツールを使用してエンターテインメントやサービスを届けるリモート芸人派遣企画『吉村派遣会社』を実施。
2025年1月1日にXとInstagramで、事務職の30代女性と令和6年（2024年）12月31日に結婚したことを報告した。

## 人物
視力が悪く、コンタクトレンズまたは眼鏡を装用している。厳格な祖母に育てられたため、普段は礼儀正しくマメな性格。もともと内気で人見知りだったが、ロケでアフリカに行ってから性格が変わり社交的になった。寂しがり屋で、怪談話が苦手であり、タオルで目を覆わないと寝られない。酒に弱く、下戸体質である。
進んで逆境に自分を追い込むことで発揮する「昭和の芸人」気質のため収入には見合わない高級マンションに住み、2015年に2000万円のBMW・i8を分割購入した。その後、車は『しくじり先生 俺みたいになるな!!』（2022年5月27日放送）で、お見送り芸人しんいちに譲った。
有吉弘行を「お師匠さん」と呼んで慕っている。

### 芸風
漫才・コントで、ハイテンションでキレまくる「自称破天荒キャラ」を確立。豪快な芸風とは裏腹に、普段はおとなしく「真面目」や「小心者」と暴露されたり、弄られることがある。自身のライブを観たあべこうじに「破天荒だよな」と言われたことがきっかけでキャラクターを作り上げたと語っている。「破天荒」を自称してるが誤用であり、（本来の意味をふまえて）「まだ何も成し遂げてねえじゃねえか」と高田文夫に弄られたことがある。漫才での衣装はジャケットを省いた黒のスリーピース・スーツに黒のネクタイが基本。
コンビではなく単独で活動することが多いため、相方の徳井について質問された時は「ずっと探しているけど見つからない」など、行方不明として扱う。「誰よりも生真面目に収録現場を盛り上げる」と、業界内で評価されている。
曲のリズムに合わせて脇を鳴らす。定番曲は「幸せなら手を叩こう」。小林旭のモノマネを得意とする。

### 趣味・嗜好
- 趣味は政治観賞・乗馬・サバイバルゲーム・ゴルフなど。
  - 『ピカルの定理』の企画で日本中央競馬会所属騎手の三浦皇成、福永祐一、浜中俊、池添謙一、武豊とレースを行い勝利している。
  - 体幹が強く、『有田のヤラシイハナシ』でバランスボールにずっと乗っていられるという特技を披露した[26]。
- 政治と歴史が好きで、社会科の教師になりたかったと語っている。
  - 『ノブコブとゼブラ天使のキュイン×2バラエティ!!』の#36、#44で講師になり、ゼブラエンジェルにガチ授業を行ったことがある。
- カラオケの十八番はBEGINの｢三線の花｣、｢笑顔のまんま｣。
- 喫煙者であり、2010年に自身のTwitterにおいて[要文献特定詳細情報]吸っている煙草は「アメスピの黄色いヤツ」と回答しておりナチュラル アメリカンスピリット ライトであることが確認されている。また2022年には自身のインスタで[要文献特定詳細情報]iQOSを吸っている写真を公開している。
- 好きな食べ物は、梅干し、おにぎり、生クリームなど。唯一苦手な食べ物が牡蠣。
- 水曜どうでしょうのファンである。
- 漫画「キングダム」のファンである。
  - 2015年5月28日放送の『アメトーーク!』のキングダム芸人では王騎のコスプレをして出演した[27]。
  - 2019年4月8日の実写版映画「キングダム」の公開直前イベント試写会にコーナーMCとして吉村崇が登壇した[28]。
- 海外ドラマ『ウォーキング・デッド』のファンである。
  - 2015年にFOXチャンネルのシーズン6放送開始記念日本最速試写イベント、2016年にシーズン7放送開始記念「ボイス・オブ・ウォーキング・デッド」PRイベント、2018年にウォーキング・デッド好きが集まるイベント「FOXｘスカパー!ウォーキング・デッド8 プレミアム・オフ会」に登壇した。

## エピソード
- 上京して間もない頃、色が白いからという理由で一日に2度恐喝にあったことがある[29]。
- 2013年11月19日「解決!ナイナイアンサー」で行方がわからないという母親を探す旅に出たが、2006年の吉村のブログに母親が登場していることがネット上で話題になった。これに関して吉村はブログで、「写真は2000年ごろに撮影したもの。2006年には会えていない」と弁明した。番組内の説明によると、6歳の時に両親が離婚、6年後、吉村は母親が営む喫茶店を訪れ、父親との復縁を懇願したが断られる。それ以来母親に会いに行くのをやめたが、19歳の時に母親と再会。育ての親だった祖母の死を伝えるためだった。「自分には生みの親と育ての親がいる。その一人が亡くなってしまった。ばあさんの死を、こんなに苦労した人が死んだってことを（母親にも）味わってほしかった」と語る。結局、このロケでは母親の行方を掴むことができなかった。
- NSC在籍当時、目指している芸人はと聞かれた時に「藤山寛美」と答えたことがあった[30]。
- 高額配当の馬券を2回的中させている。
  - 2013年に『ピカルの定理』（JRAの騎手とジョッキーとして対決する企画）で東京競馬場を訪れた際、撮影が終わった後にプライベートで日本ダービーに挑戦。3連単（5万4950円）を1点1万円で購入して的中し、549万5000円を手にしている。使い道は高級腕時計のローンの支払いに充てた。また、2016年にグリーンチャンネルの番組『競馬場の達人』で東京競馬6Rの3連単（6万6570円）を1点1万円で購入して的中し、665万7000円を手にした[31]。使い道は愛車（BMW・i8）のローンの支払いや勢いでグランドピアノを購入。
  - 仕事で競馬場に訪れた時にしか購入しない（毎回1レース1点1万円）。
- ピース又吉直樹からゲーテの『若きウェルテルの悩み』を勧められたが、まったく意味がわからなかった事から本嫌いになった。その後も三島由紀夫の『金閣寺』を借りたが未だに返していない[32]。
- 過去に後輩の渡辺直美との熱愛報道も見られたが、「女性として見たことは1ミリもないです!妹?でもない!あえて言うなら大型犬!」と2017年の雑誌の記事の上で渡辺に対する見方を説明している[33]。
- 2014年にお笑いコンビ・アームストロングは2月24日のライブで解散を予定していたが、吉村が事前にそれを聞きつけ、突然ライブに乱入。「ダメだ！」と解散を止め、「同じ北海道出身でずっと一緒にやってきた」と必死の説得を続けた。観客の泣き声も聞こえる中、吉村は安村、栗山、それぞれの思いを代弁。さまざまな方向からずっと熱く2人に語りかけた[34][35]。
  - 芸人仲間に対して熱い気持ちがあり、錦鯉のM-1決勝が決まった時も長谷川雅紀の家に新巻鮭と日本酒の一升瓶を持って駆けつけた。
- 2015年頃からプライベートでピアノを習い始めた。
  - 2017年7月7日放送の「金曜★ロンドンハーツ2時間スペシャル」にて「独身芸能人の自宅をチェック！女子が泊まりたくなる部屋ＧＰ」という企画で自身の部屋にあるグランドピアノで戦場のメリークリスマスの演奏を披露した。
- 25歳頃から小銭貯金を継続している。高さ1mほどの「コーラの瓶」の形をしたペットボトルの貯金箱が3本あるが、本人は「恥ずかしくて銀行に持っていけない」と語っている[36]。
- 2018年10月3日放送の『水曜日のダウンタウン』にて、「生中継中にヤバめ素人が現れたらどうなるか」というドッキリを仕掛けられた際、番組が仕込んだ「角材を持って無言でカメラに近づく不審者」に対して、上手くいなしつつ喋りのテンションを変えずに笑顔で中継を成立させる対応を見せ、スタジオの出演者から絶賛された[37]。他、視聴者からも「神対応」といった声が相次いだ。

## 出演
単独出演作品を記載。コンビの出演歴については平成ノブシコブシを参照。

### テレビ番組

#### レギュラー番組
現在のレギュラー出演
- くりぃむクイズ ミラクル9（2014年2月12日 - 、テレビ朝日） - レギュラー解答者
- しくじり先生 俺みたいになるな!!（2014年10月3日 - 、テレビ朝日・ABEMA） - 学級委員長[38]
- ノンストップ!（2016年10月6日 - 、フジテレビ） - 木曜隔週レギュラー
- タクシー運転手さん一番うまい店に連れてって!（2022年4月7日 - 、テレビ東京） - 運転手[39]
- ヒルナンデス!（2023年4月6日 - 、日本テレビ）- 木曜→水曜レギュラー
- サタブラ!（2024年4月13日 - 、北海道放送）- MC[40]
- RACING LABO SUPER GT+KYOJO（2025年4月5日 - 、テレビ東京）- MC[41]

現在の不定期出演
- ロンドンハーツ（テレビ朝日）
- アメトーーク!（テレビ朝日）
- 有吉ジャポンII ジロジロ有吉（TBSテレビ）
- 櫻井・有吉 THE夜会（TBSテレビ）
- 水曜日のダウンタウン（TBSテレビ） - 主にプレゼンター、説・企画の進行
- ニノさん（日本テレビ） - 進行・アシスタント
- 週刊さんまとマツコ（2021年8月15日 - 、TBSテレビ） - 進行プレゼンター

過去のレギュラー出演
- ハロモニ@（テレビ東京）- MC あかチン国王役 ※声の出演
- ドッカ〜ン!（2007年、TBS）- ガスマスク先生として出演
- なかよしテレビ（フジテレビ）- 初期のレギュラー出演
- シンデレラを探せ!（2012年1月6日、1月13日、TBS）- 執事役
- ハードル・プードル「未来ディレクター吉村」（2012年12月27日、テレビ朝日）- MC
- ガチガセ（2012年4月20日 - 2013年2月8日、日本テレビ）
- バイキング（火曜レギュラー：2014年4月1日 - 2015年3月24日、専属レポーター：2015年3月31日 - 2015年11月10日、フジテレビ）
- ギャンブル・ザ・ワールド（2014年4月21日 - 6月30日、TBS）
- バナナマンの決断までのカウントダウン（2014年4月11日 - 2015年3月、フジテレビ）
- 新チューボーですよ!（2015年4月18日 - 2016年12月24日、TBS）- 7代目アシスタント
- 優しい人なら解ける クイズやさしいね（2016年5月23日 - 2017年3月21日、フジテレビ）
- 七人のコント侍 第12期（2016年1月 - 3月、NHK）
- ノブコブ吉村のとりあえず!（2016年4月11日 - 2017年6月12日、第2、4月曜日 深夜0:50 - 1:20、琉球朝日放送）- MC[42]
  - 2017年1月以降、毎月第2月曜日 深夜0:50 - 1:20（2017年1月9日 - 6月12日）
- 最上級のひらめきニンゲンを目指せ!クイズ!金の正解!銀の正解!（2017年4月22日 - 9月16日、フジテレビ）- レギュラー解答者
- 得する人損する人（日本テレビ）
- 又吉直樹のヘウレーカ!（2018年4月4日 - 2021年3月24日、NHKEテレ）- ナレーション[注 1]
- 1番だけが知っている（2018年10月15日 - 2020年3月9日、TBS）- レギュラーパネラー
- 有田哲平と高嶋ちさ子の人生イロイロ超会議（2019年4月22日 - 2020年2月17日、TBS）- 進行役
- ダブルベッド（2019年10月24日- 2020年3月26日、TBS）
- あの人が「いいね」した一般人（2020年4月 - 9月、テレビ朝日）	
  - いいねの森（2020年10月 - 2021年3月、テレビ朝日）
- さまぁ〜ず論（2020年10月6日 - 2021年9月28日、テレビ朝日）- サブMC
- 1億3000万人のSHOWチャンネル（2021年1月16日 - 2024年3月16日、日本テレビ）
- 歌ネタゴングSHOW 爆笑!ターンテーブル（2021年4月 - 6月、TBS）- MC
- 支配人やってみませんか?（2021年5月30日 - 6月20日、朝日放送）- 副支配人
- ゴルフ革命α season3（2021年7月11日 - 2022年3月、日テレジータス） - レッスン生
- 越境放送バリ（2021年10月2日 - 12月24日、読売テレビ） - MC
- ポップUP!（2022年4月8日 - 12月23日、フジテレビ） - 金曜パーソナリティ[43]
- あしたの内村!!（2022年4月18日 - 2023年3月20日、フジテレビ） - 進行[44]
- 趣味どきっ!「今日から楽しむ“金育”」（2023年3月1日 - 3月22日、NHK Eテレ）- 生徒役
- ノブコブ吉村のラブヶ原〜世紀の合コン大合戦〜（2023年4月15日 - 9月17日、BSよしもと）- MC
- ジャパニーズナイトウォーカー（2024年8月5日 - 8月26日、テレビ朝日）

過去の不定期出演
- バカなフリして聞いてみた（日本テレビ）- 準レギュラー
- スター☆ドラフト会議（2011年4月12日 - 2013年3月5日、日本テレビ） - イジリ隊→スター☆アドバイザー
- カルコロン （2012年9月28日、12月1日、2013年1月19日、3月16日、フジテレビ）- 第3・4回大会優勝、第5回大会準優勝
- ピラメキーノ 「子役7人の恋物語」- コーナーMC ※準レギュラー
- 解決!ナイナイアンサー（日本テレビ）
- 嵐にしやがれ（2016年1月16日 - 2020年12月26日、日本テレビ）- スタジオコーナー進行
- ザ少年倶楽部プレミアム（2016年3月22日、2017年12月15日ゲストMC、2018年2月16日、7月20日ゲストMC、10月19日VTR出演、2020年1月17日、NHK）
- PON! （2016年6月2日、日本テレビ）- DJ破天荒としてナレーション
- まとめないで!!「ちいさな国際問題inジャパン」（2016年9月24日、テレビ朝日）- ゲストMC
- ひるキュン!（2016年12月19日、TOKYO MX）- 代役MC
- 梅沢富美男のズバッと聞きます!（2018年4月25日 - 2019年9月18日、フジテレビ）- 2018年10月17日のみ進行(お目付役)
- オイコノミア（NHK Eテレ）「10代に伝えたい経済学」（2018年3月21日）- ゲストMC
- くりぃむナンチャラ（テレビ朝日）[注 2][45]
- ソクラテスのため息〜滝沢カレンのわかるまで教えてください〜（テレビ東京）
- グッと!スポーツ（NHK）
- 有田ジェネレーション（TBS）- 審査員
- サンデージャポン（TBSテレビ）
- スクール革命!（日本テレビ） - 講師役ゲスト
- INITIME MUSIC（2024年11月 - 2025年3月、日本テレビ）- MC

#### 特別番組
現在
- 有吉の夏休み（2014年9月6日 - 、フジテレビ）
- おしょうバズTV（2021年1月1日 - 、テレビ朝日）- パネラー・「東京写真ビフォー&アフター」出演
- 福岡上陸!ノブコブ吉村のぱくTube（2021年4月30日 - 、RKB毎日放送）- MC[46][47][48]
- お笑いオムニバスGP（2022年9月19日 - 、フジテレビ）- お笑い見届け人・コーナー出演
- ニノさんとあそぼ（2023年8月7日 - 、日本テレビ）- ニノさんファミリー（一部コーナーでは進行）
- このデートはフィクションです。（2024年1月8日 - 、フジテレビ）- MC[49]
- 日本全国!愛すべき逆お国自慢GP（2024年5月4日 - 、フジテレビ）- 東軍リーダー[50][51]
- SHOWチャンネル大人の社会科見学SP（2024年5月19日 - 、日本テレビ）
- 3分ドキュメンタリー（2024年6月1日 - 、NHK総合）- ドキュメンタリー・ラバー
- 世界爽快映像GP（2024年10月12日 - 、フジテレビ）

過去
- 俺たちが司会者!（2012年4月15日、テレビ朝日）- 司会
- みんなの声!!（2013年3月25日、フジテレビ）- MC[52]
- ビートたけしの知らないニュース（2014年7月13日 - 2017年10月29日、テレビ朝日）- プレゼンター
- クイズ☆正解は一年後（2014年12月31日・2015年12月31日、TBS）-「ケンコバチーム」→「今が旬チーム」メンバー
- ネクストブレイク（日本テレビ）
  - 話王 2ショットフリートークNo.1決定戦（2016年4月20日）- 優勝
  - 天才のシロクロード〜アレがあるから今がある〜 （2018年8月5日）- MC

- にっぽん紀行 サーカスの合言葉は“ガマン” 〜群馬 みどり市〜（2016年7月18日、NHK総合）- 案内人
- オール芸人お笑い謝肉祭’16秋（2016年10月9日、TBS）- チームリーダー
- ボイス・オブ・ウォーキング・デッド（2016年10月24日 - 2017年2月5日、BSスカパー）- MC
- 世界どうぶつスクープ2017春（2017年3月12日、TBS）- MC
- FNS27時間テレビ にほんのれきし（2017年9月10日、フジテレビ）「さんまのお笑い向上委員会」に下っ端野侍の扮装をして出演
  - FNS27時間テレビ 鬼笑い祭（2023年7月23日、フジテレビ）-「真夜中のお笑いレンチャン〜笑いがバカスカクラシック」千鳥軍 キャプテン補佐
  - FNS27時間テレビ 日本一たのしい学園祭!（2024年7月20日・21日、フジテレビ）- 「さんまのお笑い向上委員会」に百葉箱の扮装をして出演。
- 社長テスト 〜会社で一番エライ人の答え〜（2017年9月11日・17日、テレビ朝日）- MC[53]
- 初対面トークショー!! 内村カレンの相席どうですか（2018年7月13日 - 2019年7月7日、フジテレビ）- アシスタント
- 吉村崇、無人島を買う（2019年1月26日・2020年1月8日、長崎国際テレビ）
- サンバリュ（日本テレビ）
  - そんな奴いねぇだろ!?（2019年1月27日）- MC
  - 世界の芸能人ハウス（2023年12月17日）- MC
  - 小泉孝太郎の地元フルコース（2025年8月3日）- 進行
- 無料屋（2019年2月1日 - 2020年9月25日 、テレビ朝日） - MC[54]
- マミーがゾッ婚!（2019年3月24日、中京テレビ）- MC
- 出川哲朗の恥の王様（2019年7月31日 - 2020年5月12日、毎日放送）- 進行
- 密会レストラン（2019年5月5日 - 2020年9月15日、NHK総合）- アシスタント
- IKKOの奇跡の瞬間連発!まぼろし〜 衝撃映像祭り（2019年10月10日 - 2020年4月9日、テレビ東京）- 進行
- 笑える!泣ける!動物スクープ100連発（2020年1月9日・2021年2月7日・12月14日、TBS）
- 土曜☆ブレイク（TBS）
  - 徹底追究ミステリーこの間に何があった?（2020年3月21日）- MC
  - バラまき!! 〜新データ調査バラエティ〜（2022年1月22日）- 見習い天使
- ノブコブ吉村にキスされたい（2020年3月29日、テレビ東京）- MC
- 歌ネタゴングSHOW 爆笑!ターンテーブル（2020年4月4日 - 2021年12月26日、TBS）- MC
- 〜全英への道〜 ミズノオープンat ザ・ロイヤル ゴルフクラブ特別編（2020年5月31日、日本テレビ）- MC
- 2020いい肉の日スペシャル 激アツ☆肉番長（2020年11月29日、BSテレ東）- MC
- 有吉の冬休み（2021年1月1日 - 2023年1月1日、フジテレビ）
- 九州やりすぎ大賞2021（2021年2月13日、福岡放送）- MC
- 同期さん いらっしゃーい!（2021年7月10日、中国放送）- MC
- タクシー運転手さん一番うまい店に連れてって!（2021年9月16日・12月23日、テレビ東京） - 運転手
- 有吉さん!NEWSです（2021年10月24日・2022年4月17日、日本テレビ）- ガムシャラ記者
- 吉村崇の破天荒スポーツ!BEST3（2021年11月20日・12月26日、テレビ東京）
- 夢中なモノなんですか? 〜なかよし芸能人のどハマリ部屋〜（2021年11月21日、テレビ東京）- MC
- あのとき告っていればどうなった?!（2022年2月16日 - 2024年2月13日、日本テレビ）- MC
- ノブコブ吉村 ラグビー応援TV 〜にわかで何が悪い!〜 （2022年3月20日・26日、テレビ大阪）- MC
- タイムリミットバトル ボカーン!（2022年3月28日 - 12月26日、フジテレビ）- アシスタント
- 爆売れモノメンタリー 〜抜き打ち!社員研修〜（2022年6月26日、朝日放送）- MC
- 全力!SEVENTEEN（2022年12月10日・17日、テレビ朝日）- MC
- SNSをかいくぐれ（2022年12月30日・2023年5月4日、フジテレビ）- MC
- 〜急転直下の2択クイズ〜 Q階段（2023年2月18日、TBS）- 進行[55]
- ノブコブ吉村のエスケープゲーム（2023年3月28日、北海道テレビ）
- 本気でkep1erランド（2023年4月1日・15日、テレビ朝日）- MC
- クランドダンディ（2023年4月8日 - 2024年3月23日、TOKYO MX）- MC
- レジェンドから君へ（2023年5月27日、フジテレビ）- MC[56]
- 芸人応援バラエティー らふしるべ（2023年6月27日、NHK総合）- MC[57]
- 天国耳 〜叶姉妹さんお聞きください〜（2023年8月29日、日本テレビ）- MC
- 激突!福岡キャンプ飯バトル（2023年9月30日、福岡放送）- MC[58]
- トレバラ 〜TREASUREのバラエティ塾〜（2023年10月28日・11月11日、テレビ朝日）- MC
- 田舎くれんぼ（2023年12月9日・2024年6月21日、テレビ東京）- サブMC →捜索隊
- あなたは知ってる?知らない? 超レア映像遺産ショー（2023年12月11日・2024年12月27日、日本テレビ）- 頭脳派芸能人
- 第74回NHK紅白歌合戦（2023年12月31日、NHK総合・ラジオ第1）- 応援ゲスト
- 有吉弘行のプライベートジェット爆食ツアー! 日本全国芸能人の差し入れフェス2024（2024年1月1日、フジテレビ）
  - プライベートジェットで日本韓国大移動 有吉弘行の芸能人激推しグルメ爆食ツアー!（2025年1月1日、フジテレビ）
- 超初心者たちの上達バトル 決戦は100日後（2024年1月13日、TBS） - MC
  - 世界の匠が“技術”で激突 決戦!タイガー&ドラゴン（2024年9月21日、TBS）- MC
- 陣内・バカリの最強ピンネタSP（2024年2月18日、関西テレビ）-「世界で活躍できるピン芸グランプリ」 MC
- モノマネMONSTER（2024年5月14日・12月2日、日本テレビ）- MC[59]
- スマホがない時、どうしていたの?（2024年7月21日、北海道放送）- MC[60]
- ゴールデンタッグ（2024年9月16日、読売テレビ）- ゴールデンプロデューサー[61]
- ヘタコイ 〜男の笑える恋愛失敗談〜（2024年10月7日・2025年4月14日、関西テレビ）- MC[62]
- ノブコブ吉村のてんさいでショー（2024年11月10日、北海道テレビ）- MC[63]
- シン・ギョーカイシーン（2024年11月30日・2025年6月10日、NHK総合）- 司会[64]
- 放課後スクールHeRO（2024年12月22日、テレビ東京）- MC[65]
- 勝手にフランチャイズ化計画（2024年12月27日、東海テレビ）- MC
- キャプテン吉村が行く!（2024年12月28日、RKB毎日放送）- キャプテン
- この話聞けば絶対に映像見たくなるGP（2024年12月29日、TBS）- 進行[66]
- 上沼恵美子の見てるだけ（2024年12月31日、フジテレビ）- プレゼンター
- 河合吉村の天下獲りど真ん中TV inOITA（2025年1月1日、大分放送）[67]
- ぶっとび!豪傑伝説（2025年1月2日・4月13日、フジテレビ）- MC[68]
- SDGsどない?TV（2025年2月22日、BSよしもと）- MC[69]
- SONGvsDANCE（2025年3月28日、テレビ朝日）- MC[70]
- 一茂カズ VS THE業界ジン（2025年4月20日・7月28日、日本テレビ）
- 熊本パン総選挙2025（2025年6月11日、熊本朝日放送）- MC[71]
- スターの家計簿、見直します。（2025年6月24日・26日、フジテレビ）- MC
- 吉村崇と愉快な仲間でおバカ旅in台湾（2025年8月17日、BSよしもと）[72]

### インターネット配信
現在
- OFFRECO.（2020年5月22日 - 、NewsPicks） - MC
- みちょぱ吉村のマブマブTV（2021年9月19日 - 、Youtube）

過去
- 土曜の夜は尻上がり！「ピーチゃんねる」（2016年7月16日 - 2018年7月1日、AbemaTV）- MC
- よしもとゴルフ部（2017年11月15日 -2019年7月、GOLF Net TV）- 部長
- 特攻フルスインガー（2017年8月11日 - 10月6日、amazonプライム）
- 映画『キングダム』勝手に座談会（公開日2019年5月16日、YouTube、吉本興業チャンネル）[73]
- 未ングダム（公開日2019年8月19日 - 、YouTube、週刊ヤングジャンプ公式チャンネル ）- MC[74]
- 吉本自宅ゲーム部「吉村新人のPUBってハニーチャンネル」（2020年7月18日 - 2021年6月26日、Mildom）毎週土曜22時から生配信[75]
- 街録ch〜あなたの人生、教えて下さい〜（公開日2020年11月、YouTube）
- ノブコブ吉村のあの話、聞かせ亭（2021年9月18日 - 10月14日（全5回）、YouTube）
- トークサバイバー!（2022年3月8日（全8回）、Netflix）

au携帯配信番組・EZチャンネルプラス
- au style チャンネル（2009年 - 、月曜と金曜の週2回更新）- MC わたぬきさん役 ※声の出演、等身大着ぐるみではスーツアクターも担当
- au one ブック チャンネル（月曜と金曜の週2回更新）- MC わたぬきさん役 ※声の出演

AbemaTV
- ガッツリ覗き見!スマホ警察（2016年8月24日、11月27日）- MC
- ケンコバ・ノブコブ吉村の新作水着に生着替え!?してくれる美女探し（2016年4月24日、8月21日）- MC
- ガチ男気TV（2017年2月16日 - 3月30日）- MC
- 妄想マンデー #39（2017年5月29日）- 代役MC
- 真夏の濡れ濡れビンカン学校（2017年7月22日、24日） - MC（校長）
- 芸能義塾大学 #7〜ノブコブ吉村のキャスティングされるキャラの見つけ方講座〜（2017年8月31日）- 講師
- 偏差値32の田村淳が100日で青学一直線〜学歴リベンジ〜 #8（2017年12月9日）- MC
- 大人の恋愛地図 Supported by 東京カレンダー（2021年10月14日 - 11月25日、ABEMA）- MC

### テレビドラマ
- 戦え!キャプテンボニータ[注 3]（2009年、チャンネルNECO） - 主演・青柳光一 役
- わが家の歴史（2010年4月9日 - 11日、フジテレビ・フジテレビ開局50周年特別企画）- 森羅万丈 役
- ざっくり戦士ピラメキッド（2010年4月23日 - 12月16日、テレビ東京『ピラメキーノ』のコーナードラマ） - 宇多アツシ 役
- 大河ドラマ 軍師官兵衛 第30回（2014年7月27日、NHK） - エキストラ[77]
- 恋がヘタでも生きてます 第7話（2017年5月18日、日本テレビ） - 配送業者役[78]
- 何かおかしい 2 第2話（2023年4月12日、テレビ東京） - 本人 役[79]
- ポップUP! ひるドラ 昼上がりのオンナたち〜ワタシの選択〜 第4話（2022年9月30日、フジテレビ） - 倉田部長 役[80]
- ラフな生活のススメ（2023年7月4日 - 9月19日、NHK総合） - 「らふしらべ」MC 役

### ラジオ番組
- Skyrocket Company（2017年2月21日、TOKYO FM）- ゲスト[81]
- 特別番組『又吉直樹 〜イヤホンで聴くラジオ』（2017年5月14日 19:00-20:00、TBSラジオ）
- 又吉・児玉・向井のあとは寝るだけの時間（2018年4月16日、8月20日、2020年1月6日、1月13日、NHKラジオ） - ゲスト

### CM・広告
- 日本コカ・コーラ「ジョージアエメマンブラック」
- ハウス食品「ジャワカレー」（2013年）
- スクウェア・エニックス「乖離性ミリオンアーサー」（2015年）
- アメリカンファミリー生命保険会社「アフラック」（2018年1月 - ）
- やっぱりステーキ（2024年9月1日 - ） - 勝手に社外取締役（アンバサダー）就任[82] ※店内放送「やっぱりRadio presents"勝手に社外取締役"吉村崇の"勝手に"ラジオ」パーソナリティも担当[83]

### 映画
- ララピポ（2009年2月7日公開、日活、監督：宮野雅之） - 青柳光一 役[84]
- 三銃士/王妃の首飾りとダ・ヴィンチの飛行船（2011年10月28日公開）- ジュサック 役（吹き替え）
- ラブポリス 〜ニート達の挽歌〜（2012年2月25日公開、ジョリー・ロジャー、監督：坂田佳弘） - 主演[85]
- 劇場版ポケットモンスター ベストウイッシュ 神速のゲノセクト ミュウツー覚醒（2013年7月13日公開、東宝、監督：湯山邦彦） - エリック 役（声の出演） ※アニメ映画[86]
- 劇場版 動物戦隊ジュウオウジャー ドキドキサーカスパニック!（2016年8月6日公開、東映、監督：柴崎貴行） - ドミドル 役[87][88]

### オリジナルビデオ
- THE3名様 スピンオフ 人生のピンチを救うパフェおやじの7つの名言（2008年4月2日、ポニーキャニオン）監督:福田雄一[89]
- ネオン蝶（ジーピー・ミュージアム）
  - 第一幕（2013年6月21日）監督:サトウトシキ ※2013年6月4日、東京・渋谷ヒューマントラストシネマにて一日限定で特別上映[90][91]
  - 第二幕（2013年7月19日）監督:サトウトシキ ※2013年6月4日、東京・渋谷ヒューマントラストシネマにて一日限定で特別上映[92][93]
  - 第三幕（2013年10月4日）監督:城定秀夫[94]
  - 第四幕（2013年11月1日）監督:城定秀夫[95]

### 舞台
- 劇団乙女少年団
  - 第三回公演『バラ色の記憶 トゲ色の人生』（2004年5月）
  - 第七回公演『愛を伝えるのは3回まで!よ♡』〜鳴り響け！！2年A組〜（2005年8月）
  - 第八回公演『飛魚的走馬灯旋風（フライングフィッシュメモリー）』（2005年11月）
  - 第十一回公演『ピンクの指輪ちゃん』（2010年11月）
- 神保町花月
  - ソビエト（2007年9月19日 - 24日）- 主演・松本手帳 役
  - 咆号（2010年2月16日 - 21日）- 主演
  - 御芝居（2010年8月22日 - 27日）
  - 少年X（2010年3月2日 - 7日、再演10月10日 - 11日名古屋・テレピアホール[96]）- 主演
- イルネス共和国（2014年2月22日 - 23日、銀座博品館劇場）
- イルネス製作所〜今世紀最大の発明〜（2015年7月4日 - 5日、東京グローブ座）
- いつか遭えたら 〜娘の夢を母が斬る!?〜（2016年）- デブ専パブ常連客の社長役（日替わりキャスト）
- ボーイレスクショー『Butterfly Tokyo』（2017年 -）
- AGASA-アガサ- 完璧な殺人鬼（2024年12月11日、EX THEATER ROPPONGI）[97]

## 雑誌・書籍
- スーパー戦隊ぴあ 「動物戦隊ジュウオウジャー&Movieヒーローズ」 公式写真集 （2016年7月29日発売）
- GQ JAPAN 2017年3月号[98]
- MEN'S JOKER Biz 2017年4月号別冊付録
- 月刊BIG tomorrow 2017年6月号

## コラム連載
- 週刊女性「あの話題をバッサリ斬ってやりますよ」（2014年8月5日 - 2020年1月6日発行）[99]